# Frant Gwo
Guo Fan (郭帆, Guō Fān; nascut el 15 de setembre de 1980), acreditat com a Frant Gwo en escriptura llatina, és un cineasta xinès. Gwo va debutar com a director el 2011 amb la pel·lícula Lee's Adventure, i després va dirigir l'èxit de taquilla My Old Classmate el 2014. El 2019, va dirigir la primera ciència de gran pressupost de la Xina. pel·lícula de ficció, The Wandering Earth, que es va convertir en una de les pel·lícules xineses més taquilleres de tots els temps, obtenint el reconeixement nacional. La seva seqüela, The Wandering Earth 2, es va estrenar per primera vegada a la Xina a nivell mundial el 22 de gener de 2023.

## Primers anys
Frant Gwo va néixer Guo Fan el 15 de desembre de 1980 a Jining, Shandong, Xina. Durant la seva primera infància, va desenvolupar un interès per la pintura i, el 1983, va estudiar a l'Oficina Municipal d'Expressió de Jining. El 1987, Guo es va matricular a l'escola primària experimental de Jining, Shandong. Quatre anys més tard, el 1991, va guanyar el campionat del Concurs Nacional de Cal·ligrafia i Pintura Infantil.
Gwo va estudiar a Jining No. 13 Middle School el 1993 i Jining No. 1 High School el 1995 abans d'entrar a la Universitat de Hainan el 1998 per estudiar dret. A partir de l'any 2000, Gwo va passar gran part del seu temps creant còmics manhua i disseny gràfic. En comptes de seguir una carrera legal després de graduar-se, va començar a treballar al programa Asian Music Center de China Travel Television el 2002 com a supervisor d'envasament de programes a Hainan. Més tard va treballar per a Republic Culture Media Ltd. a Pequín.
Després de veure Terminator 2 de James Cameron als cinemes la dècada de 1990, Gwo es va inspirar per seguir una carrera com a director de pel·lícules de ciència-ficció. El 2009, va ingressar a l'Acadèmia de Cinema de Pequín per estudiar gestió cinematogràfica.

## Carrera
El 2002, es va graduar a la universitat amb una llicenciatura en dret, i després de graduar-se, va treballar al grup de columnes "Asia" de la televisió per satèl·lit de turisme de la Xina com a supervisor d'embalatge de programes a Hainan.
El 2007, el treball de disseny gràfic "Are you hot?" va guanyar el Premi d'Or a la Peace Organization "+gettyimages" Global Public Service Advertising Design World Competition; el mateix any, va treballar per a Gonghe Culture Media (Beijing) Co., Ltd.
El 2010, Gwo va començar a fer la seva primera pel·lícula, Lee's Journey (李献计历险记), que es va estrenar a les sales el 2011. El 2014 va llançar el seu segon llargmetratge, My Old Classmate. Va ser un èxit de taquilla, va guanyar 470 milions de iuans a la Xina i va guanyar diversos premis, inclòs el Premi Especial del Comitè al 21st Beijing College Student Film Festival.
El 2016, Gwo va ser escollit per dirigir The Wandering Earth, la primera pel·lícula de ciència-ficció de gran pressupost de la Xina, basada en un conte de l'autor guanyador del Premi Hugo Liu Cixin. La pel·lícula va ser estrenada per China Film Group Corporation el 5 de febrer de 2019, el Dia de l'Any Nou Xinès. Va ser un gran èxit de taquilla, amb una recaptació de 700 milions de dòlars a tot el món, inclosos els 691 milions de dòlars a la Xina. La pel·lícula es va convertir en la segona pel·lícula de la Xina més taquillera de tots els temps, tot i que va ser superada més tard el mateix any per la pel·lícula de fantasia animada Ne Zha, i de nou el 2021 per la pel·lícula de comèdia Hi, Mom. Actualment és la cinquena pel·lícula més taquillera de tots els temps de la Xina.
El 2019 es va anunciar una seqüela de The Wandering Earth després de l'èxit de la pel·lícula. Gwo segueix sent el director de The Wandering Earth 2, i la pel·lícula es va estrenar per primera vegada a la Xina a nivell mundial el 22 de gener de 2023, el dia d'Any Nou xinès (l'Any del Conill).

## Influències estilístiques i culturals
Gwo ha citat pel·lícules occidentals de ciència-ficció, com ara Interstellar de Christopher Nolan, 2001: una odissea de l'espai de Stanley Kubrick i Terminator 2 de James Cameron com a principals inspiracions per a la seva carrera com a científic. director de cinema de fi i particularment en el seu treball a The Wandering Earth.
Quan va fer The Wandering Earth, Gwo va tenir en compte primer el públic xinès i va basar-se en temes que serien més familiars per al públic xinès, com ara la dinàmica filial entre pare i fill. Gwo considera que la trama de The Wandering Earth és una representació dels valors culturals xinesos , assenyalant que quan s'enfronten a una amenaça extraterrestre, els herois opten per trobar una manera de treure tota la Terra fora de perill, encarnant els valors col·lectius xinesos de comunitat i pàtria, en lloc de buscar una nova llar pel seu compte, com seria l'enfocament més "americà", individualista.
Gwo va tenir especial cura en el disseny de l'estètica de ciència-ficció de The Wandering Earth, tenint en compte la manca històrica de revolució industrial de la Xina a l'hora de dissenyar els colors i les estructures tecnològiques que es veuen a la pel·lícula. La seva interpretació a la pantalla de la configuració tecnològica avançada de la pel·lícula s'ha comparat amb un 'Cavall de Troia' per atraure el públic occidental, cosa que obliga al públic a considerar temes que són més comuns a la narració i al cinema xinesos, com ara com a unió social i solidaritat.

## Filmografia
| Any  | Títol anglès          | Títol xinès  | Notes                                         | Ref.  |
| ---- | --------------------- | ------------ | --------------------------------------------- | ----- |
| 2011 | Lee's Adventure       | 李献计历险记 | Directorial debut                             | [ 3 ] |
| 2014 | My Old Classmate      | 同桌的你     |                                               | [ 3 ] |
| 2019 | The Wandering Earth   | 流浪地球     | Cinquena pel·lícula més taquillera de la Xina | [ 3 ] |
| 2020 | The Sacrifice         | 金刚川       |                                               |       |
| 2023 | The Wandering Earth 2 | 流浪地球2    | Estrenada el 22 de gener de 2023              | [ 6 ] |